# Ponte di Stádlec
Il ponte di Stádlec (Stádlecký most in ceco) è un ponte sospeso a catena che attraversa il fiume Lužnice, lungo la strada che collega i villaggi di Stádlec (da cui ha preso il nome) e Dobřejice nel distretto di Tábor, in Boemia Meridionale. Costruito nel 1848, originariamente si trovava lungo la Moldava presso il villaggio di Podolí I, ma nel 1960 fu smantellato e ricostruito 15 anni dopo nella sua posizione attuale.

## Storia

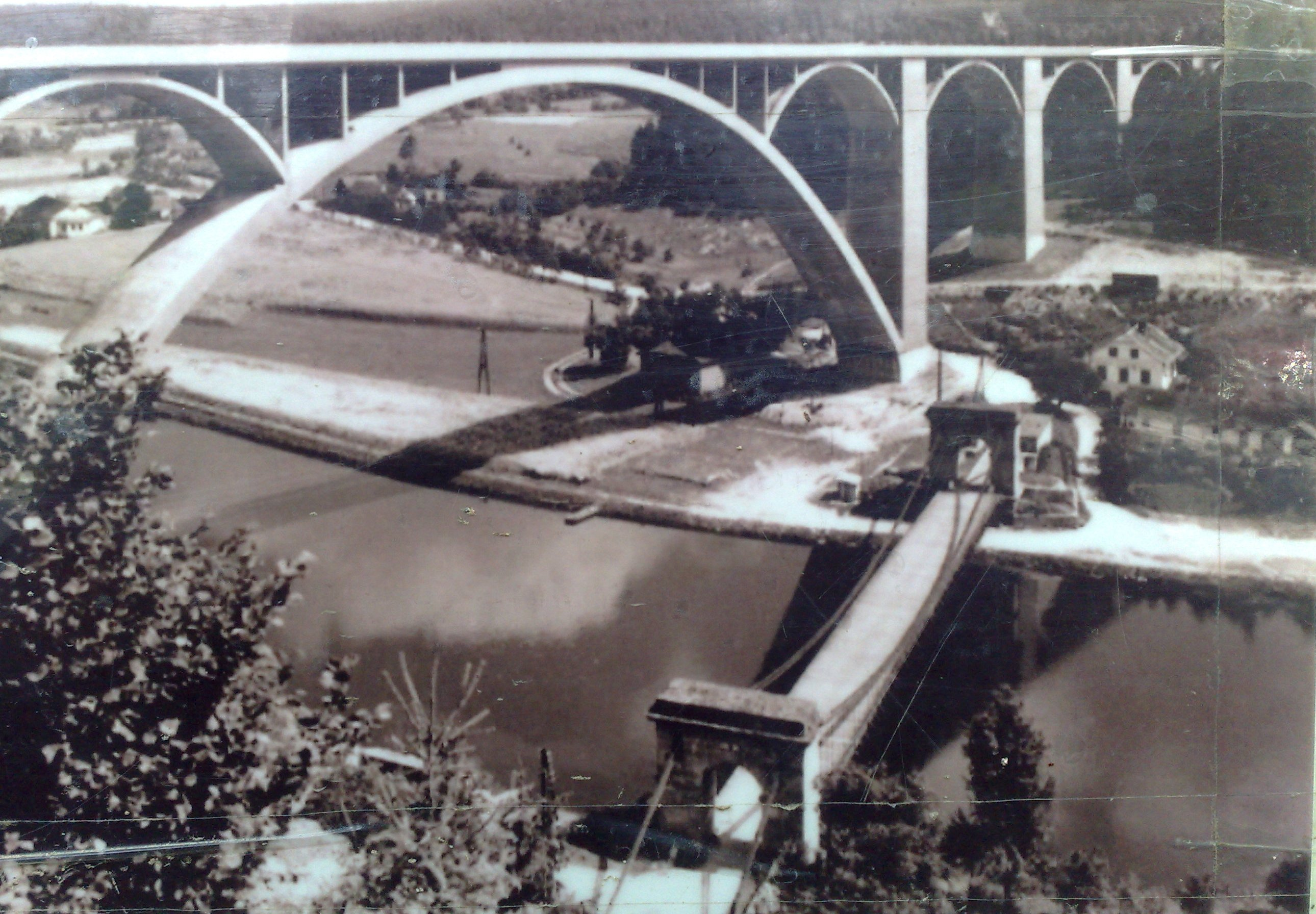
Il vecchio e il nuovo ponte Podolsky, come erano visibili prima della costruzione della diga di Orlík

Il ponte fu originariamente costruito nel 1848 dall'industriale Vojtěch Lanna secondo il progetto degli ingegneri Gassner e B. Schnirch e attraversava la Moldava nei pressi dei villaggi di Podolí I e Temešvár nel distretto di Písek, in Boemia Meridionale.
Negli anni '30 del XX secolo fu chiaro che la struttura non era più sufficiente a sostenere il traffico veicolare e inoltre il progetto di costruire una diga alcuni chilometri a valle della zona avrebbe comportato un aumento del livello del fiume che avrebbe così sommerso il ponte, il cui impalcato trovava solo pochi metri al di sopra del livello dell'acqua. Tra il 1939 e il 1942 venne così costruito un nuovo ponte ad arco in cemento armato, il ponte Podolsky, una quarantina di metri a valle del ponte esistente.

Nei primi anni successivi alla costruzione il nuovo ponte in cemento armato e il vecchio ponte a catena coesistettero, finché verso la metà degli anni 1950 iniziò la costruzione lungo la Moldava, nei pressi del villaggio di Solenice, della diga di Orlík. Nel 1959 il vecchio ponte a catena fu dichiarato monumento nazionale e l'anno successivo, per impedire che fosse distrutto dall'innalzamento del livello del fiume, venne accuratamente smantellato per essere ricostruito altrove. Arrivò anche un'offerta da un paese estero per l'acquisto del ponte, che venne però rifiutata, e si decise infine di ricollocare il ponte nella sua posizione attuale, attraverso il fiume Lužnice lungo la strada che collega i villaggi di Stádlec e Dobřejice, ad una ventina di chilometri dal suo sito originale. Fu riaperto al traffico nel nuovo sito il 25 maggio 1975.
Il 2 maggio 2018 Česká pošta, l'operatore postale della Repubblica Ceca, ha emesso per l'annuale emissione della serie Europa un francobollo raffigurante il vecchio e il nuovo ponte Podolsky come si presentavano prima della costruzione della diga e dello smantellamento del vecchio ponte a catena.

## Descrizione

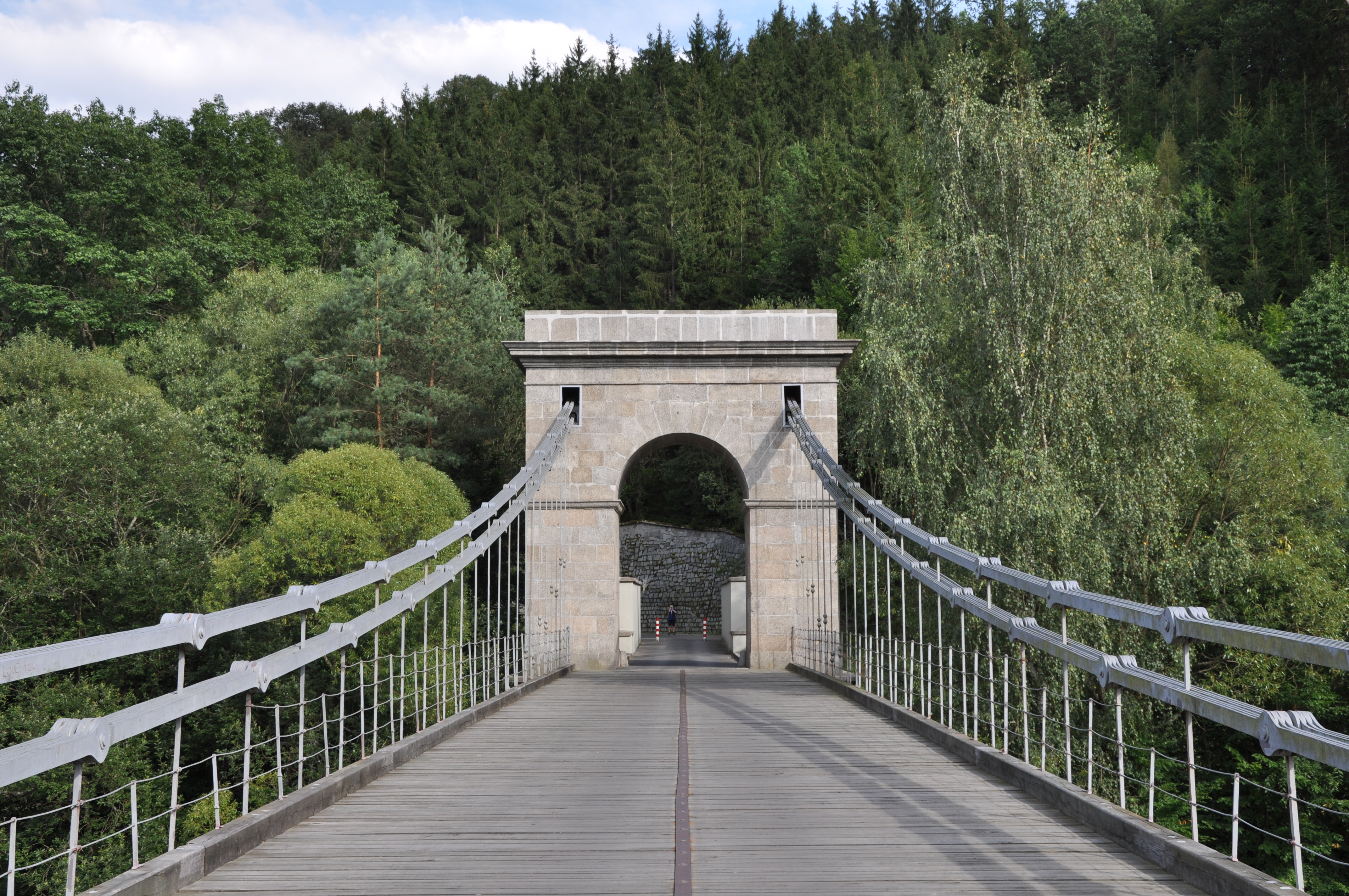
Una delle porte-pilone del ponte

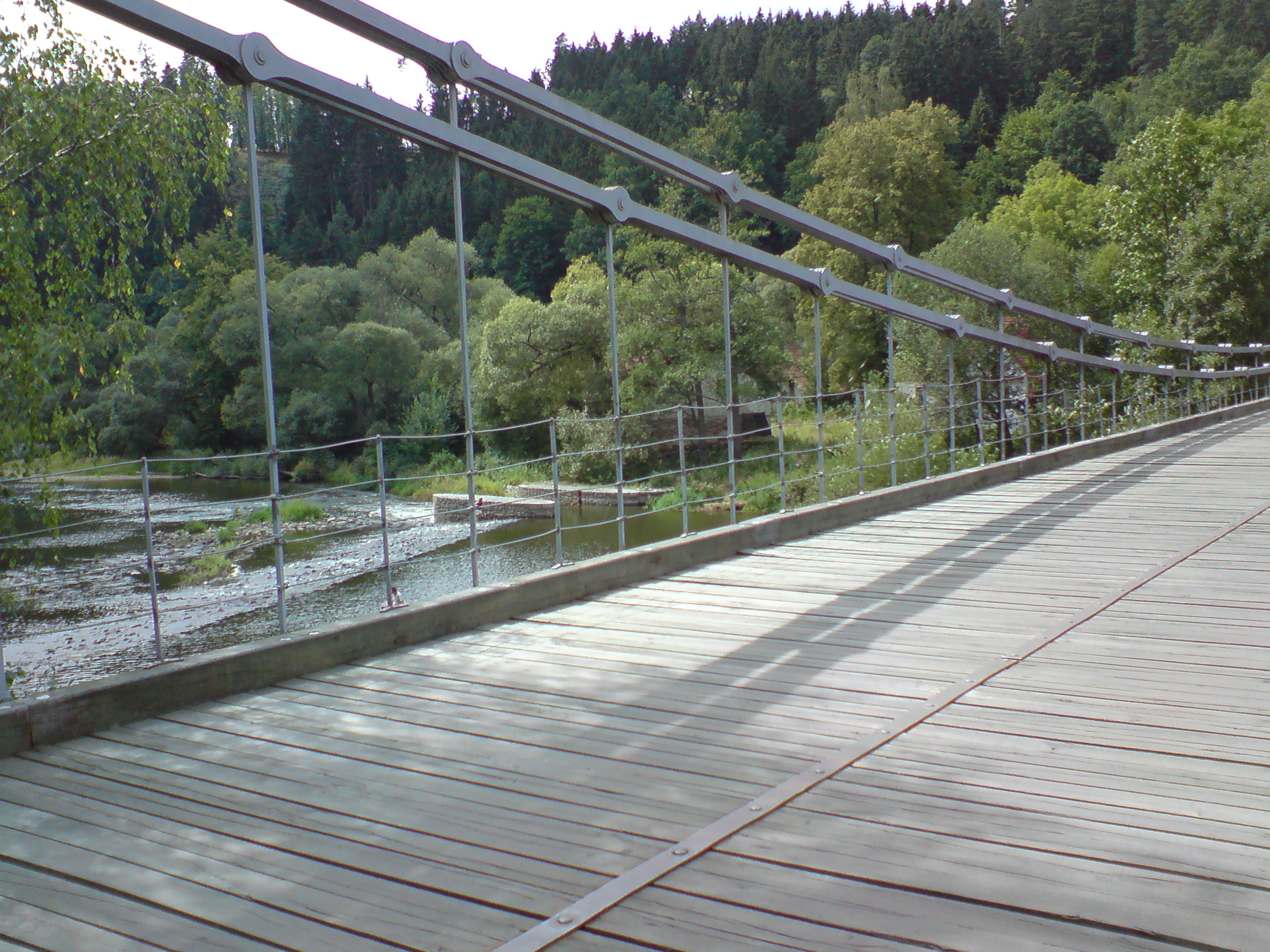
Particolare di una delle due coppie di catene

Il ponte di Stádlec è un ponte sospeso a catena ed è l'unico ponte a catena in stile Impero ancora esistente in Repubblica Ceca. Ha una lunghezza complessiva di 157 metri e la campata principale sospesa è lunga circa 86 metri. Durante le operazioni di smantellamento e la successiva ricostruzione sono stati smontati, numerati e ricollocati 2000 blocchi di pietra e 1100 elementi in acciaio.
L'impalcato, di 6 metri di larghezza, ha una struttura in acciaio e legno; diverse parti in legno sono state sostituite tra il 2006 e il 2007 in seguito ad una ispezione che aveva evidenziato ammaloramenti dovuti a funghi e all'umidità. Al di sotto dell'impacato si trova un ponte di ispezione mobile per permettere di effettuare sopralluoghi e piccole riparazioni.
 
La struttura è sorretta da quattro catene metalliche, disposte in due coppie, collegati alle porte di accesso ai lati della campata sospesa. Queste porte sono realizzate in muratura e hanno una pianta di base di 4x9 metri ed una altezza di circa 10 metri. Oltre ad avere la funzione di piloni a cui sono ancorate le catene limitano le dimensioni dei veicoli che possono accedere al ponte, che possono pesare al massimo 1,5 tonnellate.